# 密陀油
密陀油（みつだゆ）は、荏胡麻油に、乾燥性を高めるため一酸化鉛(密陀僧)を加え煮沸したもの。別名、密陀僧油、密陀の油。

## 用途
- 油絵

## 玉虫厨子の論争
かつて法隆寺金堂に安置されていた玉虫厨子は漆であるか密陀油であるかの論争がある。もし上塗が密陀油であれば世界最古の例となる。